# Колесниковка (Полтавская область)
Колесниковка (укр. Колісниківка) — село,
Куновский сельский совет,
Кобелякский район,
Полтавская область,
Украина.
Код КОАТУУ — 5321884405. Население по переписи 2001 года составляло 147 человек.

## Географическое положение
Село Колесниковка находится на левом берегу реки Кобелячка,
выше по течению на расстоянии в 3 км расположено село Вишнёвое,
ниже по течению на расстоянии в 2,5 км расположено село Яблоновка,
на противоположном берегу — село Золотаревка.
По селу протекает пересыхающий ручей с запрудой.